# Eva Jensen
 Ikke at forveksle med Eva Skafte Jensen.
Eva Jensen (født 24. august 1957) er en dansk skuespiller.

## Filmografi
- Kurt og Valde (1983)
- Dagens Donna (1990)
- Det forsømte forår (1993)

### Tv-serier
- Ludo (1985)
- Jul på Kronborg (2000,2004)